# Tuyến Biwako
Tuyến Biwako (琵琶湖線 Biwako-sen)  là biệt danh được sử dụng bởi nhà điều hành Công ty Đường sắt Tây Nhật Bản (JR West) để chỉ một phần của Tuyến Tōkaidō chính  (giữa ga Maibara và ga Kyoto) và Tuyến chính Hokuriku (giữa ga Maibara và ga Nagahama). Đoạn tuyến này cùng với Tuyến JR Kyoto và Tuyến JR Kobe tạo thành một tuyến liền kề là trục chính của mạng lưới đường sắt đi lại "Mạng lưới đô thị" của JR West trong Khu vực đô thị Osaka-Kobe-Kyoto.

## Tổng quát
Tuyến này được đặt theo tên của Hồ Biwa (琵琶湖 Biwa-ko), mà tuyến đường chạy dọc theo. Biệt danh của tuyến được giới thiệu khi JR tây mới được tư nhân hóa có ý định sử dụng những cái tên "quen thuộc" thay cho tên tuyến chính thức, chẳng hạn như Tuyến Tōkaidō chính  và Tuyến Fukuchiyama. Tuyến Biwako không xuất hiện trong danh sách đầu tiên, và thay vào đó Tuyến JR Kyoto được gọi là Maibara. Một động thái ở tỉnh Shiga phản đối cái tên này, cho rằng tên của Tuyến Kyoto ở Shiga nghe giống như một phụ trợ, yêu cầu phải có tên riêng của tỉnh. Do đó, tuyến Biwako được tạo ra để chỉ đoạn giữa Maibara và Kyoto.
Phần tên này được mở rộng đến Nagahama, trên cơ sở thay đổi nguồn điện từ 20 kV AC sang 1.500 V DC, cho phép vận hành tới Kyoto và Osaka.
Mặc dù biệt danh "Tuyến Biwako" được nhà điều hành JR Tây sử dụng để thông báo cho hành khách, tình trạng chính thức của Tuyến chính Tōkaidō vẫn chưa được thay đổi hoặc thảo luận. Đối tác của tuyến, Công ty Đường sắt Trung tâm Nhật Bản (JR Trung tâm) sử dụng tên chính thức "Tuyến chính Tōkaidō" cho đoạn JR Tây, tại các kết nối của Kyoto và Maibara. Biệt danh "Biwako Line" xuất hiện trên một số tờ báo địa phương và quảng cáo bất động sản. Những hành khách thường xuyên hiểu rằng các tuyến Biwako, JR Kyoto, JR Kobe trên thực tế là một tuyến, tuy nhiên, việc công nhận tên gọi của công chúng vẫn còn đang bị nghi ngờ, đặc biệt là đối với những người không sử dụng trên tuyến.

## Tàu
- Dịch vụ nhanh đặc biệt (新 快速): 
  - Các chuyến tàu kết thúc tại Nagahama, Maibara và Yasu (một số chuyến tàu tiếp tục trên Tuyến Hokuriku đến Omi-Shiotsu và Tsuruga). Điểm dừng tại Nagahama, Tamura, Sakata, Maibara, Hikone, Notogawa, Omi-Hachiman, Yasu, Moriyama, Kusatsu, Minami-Kusatsu, Ishiyama, Otsu, Yamashina và Kyoto. Tiếp tục trên Tuyến JR Kyoto đến Osaka và hơn thế nữa.
- Tàu địa phương (普通) 
  - Hoạt động như tàu dịch vụ nhanh khi chạy ở phía tây Takatsuki (Kyoto vào buổi sáng) (3 cửa ngang bằng toa xe) 
    - Các chuyến tàu địa phương này chủ yếu hoạt động trên Tuyến Biwako và thực hiện mọi điểm dừng trên tuyến. Họ kết thúc tại Maibara và Yasu.

  - Tàu địa phương tuyến JR Kyoto (4 cửa mỗi toa) 
    - Tuyến JR Kyoto tuyến địa phương mở rộng đến Yasu vào giờ cao điểm các ngày trong tuần.

## Nhà ga
Các ga được liệt kê từ đông sang tây. Khoảng cách Tokyo - Maibara là 445,9   km và của Tokyo - Kyoto là 513,6   km. Về mặt lịch sử, Tuyến chính Tōkaidō tiếp tục từ Tokyo đến Kyoto và xa hơn nữa, qua Maibara. Trong các cuốn sách thời gian biểu của Nhật Bản, khoảng cách từ Tokyo vẫn được hiển thị trong bảng, mặc dù Tuyến Biwako chính thức bắt đầu từ Maibara.
- ●: Tàu dừng.
- ○: Điểm dừng hạn chế, chỉ vào sáng sớm và tối muộn
- |: Tàu chạy qua.
- Địa phương (Tàu đi lại 4 cửa): Tàu địa phương tuyến JR Kyoto
- Địa phương (tàu ngoại ô 3 cửa): Hoạt động như tàu dịch vụ nhanh ở phía tây Takatsuki (phía tây Kyoto vào buổi sáng)

| Tên tuyến chính thức                    | Số.                                     | Ga                                      | tiếng Nhật                              | Điểm dừng                               | Điểm dừng                               | Điểm dừng | Nối chuyến                                      | Địa điểm                                | Địa điểm                                |
| Tên tuyến chính thức                    | Số.                                     | Ga                                      | tiếng Nhật                              | Địa phương (Đi lại)                     | Địa phương (Ngoại ô)                    | Nhanh đặc biệt | Nối chuyến                                      | Xã, Thành phố                           | Tỉnh                                    |
| Qua dịch vụ đến/đi tuyến Hokuriku chính | Qua dịch vụ đến/đi tuyến Hokuriku chính | Qua dịch vụ đến/đi tuyến Hokuriku chính | Qua dịch vụ đến/đi tuyến Hokuriku chính | Qua dịch vụ đến/đi tuyến Hokuriku chính | Qua dịch vụ đến/đi tuyến Hokuriku chính | Qua dịch vụ đến/đi tuyến Hokuriku chính | Qua dịch vụ đến/đi tuyến Hokuriku chính         | Qua dịch vụ đến/đi tuyến Hokuriku chính | Qua dịch vụ đến/đi tuyến Hokuriku chính |
| --------------------------------------- | --------------------------------------- | --------------------------------------- | --------------------------------------- | --------------------------------------- | --------------------------------------- | --- | ----------------------------------------------- | --------------------------------------- | --------------------------------------- |
| Hokuriku Main Line                      | A09                                     | Nagahama                                | 長浜                                    |                                         | ●                                       | ● | tuyến Hokuriku chính cho Ōmi-Shiotsu và Tsuruga | Nagahama                                | Shiga                                   |
| Hokuriku Main Line                      | A10                                     | Tamura                                  | 田村                                    | ●                                       | ●                                       | |                                                 | Nagahama                                | Shiga                                   |
| Hokuriku Main Line                      | A11                                     | Sakata                                  | 坂田                                    | ●                                       | ●                                       | | Maibara                                         |                                         | Shiga                                   |
| Hokuriku Main Line                      | A12                                     | Maibara                                 | 米原                                    | ●                                       | ●                                       | JR trung tâm: - Tōkaidō Shinkansen - tuyến Tokaido cho Gifu và Nagoya (CA83) ■ tuyến đường sắt Ohmi chính                                                        | Maibara                                         |                                         | Shiga                                   |
| Tuyến Tōkaidō chính                     | A12                                     | Maibara                                 | 米原                                    | ●                                       | ●                                       | JR trung tâm: - Tōkaidō Shinkansen - tuyến Tokaido cho Gifu và Nagoya (CA83) ■ tuyến đường sắt Ohmi chính                                                        | Maibara                                         |                                         | Shiga                                   |
| A13                                     | Hikone                                  | 彦根                                    | ●                                       | ●                                       | ■ Tuyến đường sắt Ohmi chính            | Hikone |                                                 |                                         | Shiga                                   |
| A14                                     | Minami-Hikone                           | 南彦根                                  | ●                                       | \|                                      |                                         | Hikone |                                                 |                                         | Shiga                                   |
| A15                                     | Kawase                                  | 河瀬                                    | ●                                       | \|                                      |                                         | Hikone |                                                 |                                         | Shiga                                   |
| A16                                     | Inae                                    | 稲枝                                    | ●                                       | \|                                      |                                         | Hikone |                                                 |                                         | Shiga                                   |
| A17                                     | Notogawa                                | 能登川                                  | ●                                       | ●                                       |                                         | Higashiōmi |                                                 |                                         | Shiga                                   |
| A18                                     | Azuchi                                  | 安土                                    | ●                                       | \|                                      |                                         | Ōmihachiman |                                                 |                                         | Shiga                                   |
| A19                                     | Ōmi-Hachiman                            | 近江八幡                                | ●                                       | ●                                       | ■ Tuyến đường sắt Ohmi Yōkaichi         | Ōmihachiman |                                                 |                                         | Shiga                                   |
| A20                                     | Shinohara                               | 篠原                                    | ●                                       | \|                                      |                                         | Ōmihachiman |                                                 |                                         | Shiga                                   |
| A21                                     | Yasu                                    | 野洲                                    | ○                                       | ●                                       | ●                                       | | Yasu                                            |                                         | Shiga                                   |
| A22                                     | Moriyama                                | 守山                                    | ○                                       | ●                                       | ●                                       | | Moriyama                                        |                                         | Shiga                                   |
| A23                                     | Rittō                                   | 栗東                                    | ○                                       | ●                                       | \|                                      | | Rittō                                           |                                         | Shiga                                   |
| A24                                     | Kusatsu                                 | 草津                                    | ●                                       | ●                                       | ●                                       | Tuyến Kusatsu | Kusatsu                                         |                                         | Shiga                                   |
| A25                                     | Minami-Kusatsu                          | 南草津                                  | ●                                       | ●                                       | ●                                       | | Kusatsu                                         |                                         | Shiga                                   |
| A26                                     | Seta                                    | 瀬田                                    | ●                                       | ●                                       | \|                                      | | Ōtsu                                            |                                         | Shiga                                   |
| A27                                     | Ishiyama                                | 石山                                    | ●                                       | ●                                       | ●                                       | Tuyến Keihan Ishiyama Sakamoto (OT03: ga Keihan Ishiyama) | Ōtsu                                            |                                         | Shiga                                   |
| A28                                     | Zeze                                    | 膳所                                    | ●                                       | ●                                       | \|                                      | Tuyến Keihan Ishiyama Sakamoto (OT09: ga Keihan Zeze) | Ōtsu                                            |                                         | Shiga                                   |
| A29                                     | Ōtsu                                    | 大津                                    | ●                                       | ●                                       | ●                                       | | Ōtsu                                            |                                         | Shiga                                   |
| A30                                     | Yamashina                               | 山科                                    | ●                                       | ●                                       | ●                                       | Tuyến Kosei (JR-B30) Tàu trung ương Kyoto tuyến Tōzai (T07) tuyến Keihan Keishin (OT31: Keihan Yamashina Station)                                                | Yamashina-ku, Kyoto                             | Kyoto                                   |                                         |
| A31                                     | Kyoto                                   | 京都                                    | ●                                       | ●                                       | ●                                       | Tōkaidō Shinkansen Tuyến JR Kyoto Tuyến Nara (JR-D01) Tuyến Sagano (Tuyến Sanin) (JR-E01) B Kintetsu tuyến Kyoto (B01) tàu trung ương Kyoto tuyến Karasuma (K11) | Shimogyo-ku, Kyoto                              | Kyoto                                   |                                         |
| Qua dịch vụ đến/đi Tuyến JR Kyoto       |                                         |                                         |                                         |                                         |                                         | |                                                 |                                         |                                         |
| Trong tuyến JR Kyoto:                   | Trong tuyến JR Kyoto:                   | Trong tuyến JR Kyoto:                   | Trong tuyến JR Kyoto:                   | Địa phương (chỉ theo hướng Bắc)         | Nhanh                                   | Nhanh đặc biệt |                                                 |                                         |                                         |

## Toa tàu

### Tuyến Địa phương
- Dòng 113 (Kusatsu – Kusatsu – Kyoto, thông qua tuyến Kusatsu và tuyến Kosei)
- Dòng 117 (Kusatsu – Kusatsu – Kyoto, thông qua tuyến Kusatsu và tuyến Kosei)
- Dòng 125 (Nagahama – Maibara, thông qua tuyến Hokuriku)
- Dòng 207 (Yasu – Kusatsu – Kyoto, thông qua tuyến Kosei)
- Dòng 221  (thông qua dịch vụ với tuyến Kosei)
- Dòng 223-6000 (thông qua dịch vụ với Kosei Line)
- Dòng 321 (Yasu – Kusatsu – Kyoto, thông qua tuyến Kosei)
- Dòng 521 (Nagahama – Maibara, thông qua tuyến Hokuriku)

### Tuyến Nhanh Đặc biệt và Địa phương
- Dòng 223-1000  (thông qua dịch vụ với tuyến Kusatsu, tuyến Kosei, tuyến Hokuriku)
- Dòng 223-2000 (thông qua tuyến Kusatsu, Tuyến Kosei, Tuyến Hokuriku)
- Dòng 225-0 (thông qua tuyến Kusatsu, Tuyến Kosei, Tuyến Hokuriku)
- Dòng 225-100 (thông qua dịch vụ với Tuyến Kusatsu, Tuyến Kosei, Tuyến Hokuriku)

### Dịch vụ hạn chế
- Dòng 271 (dịch vụ Haruka, từ mùa xuân năm 2020)
- Dòng 281 (dịch vụ Haruka)
- Dòng 285 (dịch vụ Sunrise Izumo / Sunrise Seto, từ 1998)
- Dòng 681 (Dịch vụ Biwako)
- Dòng 683  (Dịch vụ Biwako)
- Dòng KiHa 189 (dịch vụ Biwako Express, từ tháng 3 năm 2014)
- Dòng KiHa 85 (JR trung tâm) (dịch vụ Hida)

### Trước đây
- Dòng 485 (dịch vụ nhanh Biwako Liner cho đến tháng 6 năm 2003)
- Dòng 583 (Dịch vụ Kitaguni cho đến tháng 1 năm 2013)
- Dòng 383  (JR trung tâm) (Dịch vụ hạn chế Shinano đến ngày 26 tháng 3 năm 2016)